# Truth in Sincerity
Truth in Sincerity — второй студийный альбом поп-панк-группы Amber Pacific, выпущенный в 2007 году. Первой выпущенной песней с альбома стала «Fall Back Into My Life». Следующей стала «You’re Only Young Once». Вилл Наттер объявил, что песня «Follow Your Dreams and Forget The Scene» была написана для особого фаната группы.

## Список композиций
1. «Rule #76»
2. «Summer (In B)»
3. «Temporary»
4. «You’re Only Young Once»
5. «Living Proof»
6. «Follow Your Dreams and Forget The Scene»
7. «Take Me From This Place»
8. «Fall Back Into My Life»
9. «We Think We’re Hardcore, Cause Well, We Are»
10. «Runaway»
11. «Watching Over Me»
12. «Dear___ This Has Always Been About Standing Up For What You Believe In»